# إمبراير إي إم بي 314 سوبر توكانو
إمبراير 314 سوبر توكانو إي إم بي  (بالإنجليزية: Embraer EMB 314 Super Tucano) هي طائرة هجومية خفيفة أُنتجت في 2003 بالبرازيل. من صناعة إمبراير. تستخدم بشكل أساسي من قبل القوات الجوية البرازيلية. كان أول طيران لها في 2 يونيو 1999. ومازالت في الخدمة حتى الآن. صنع منها 170 طائرة، وسعر الطائرة الواحدة منها هو 9–14 مليون دولار.